# Mare de Déu de Kazan

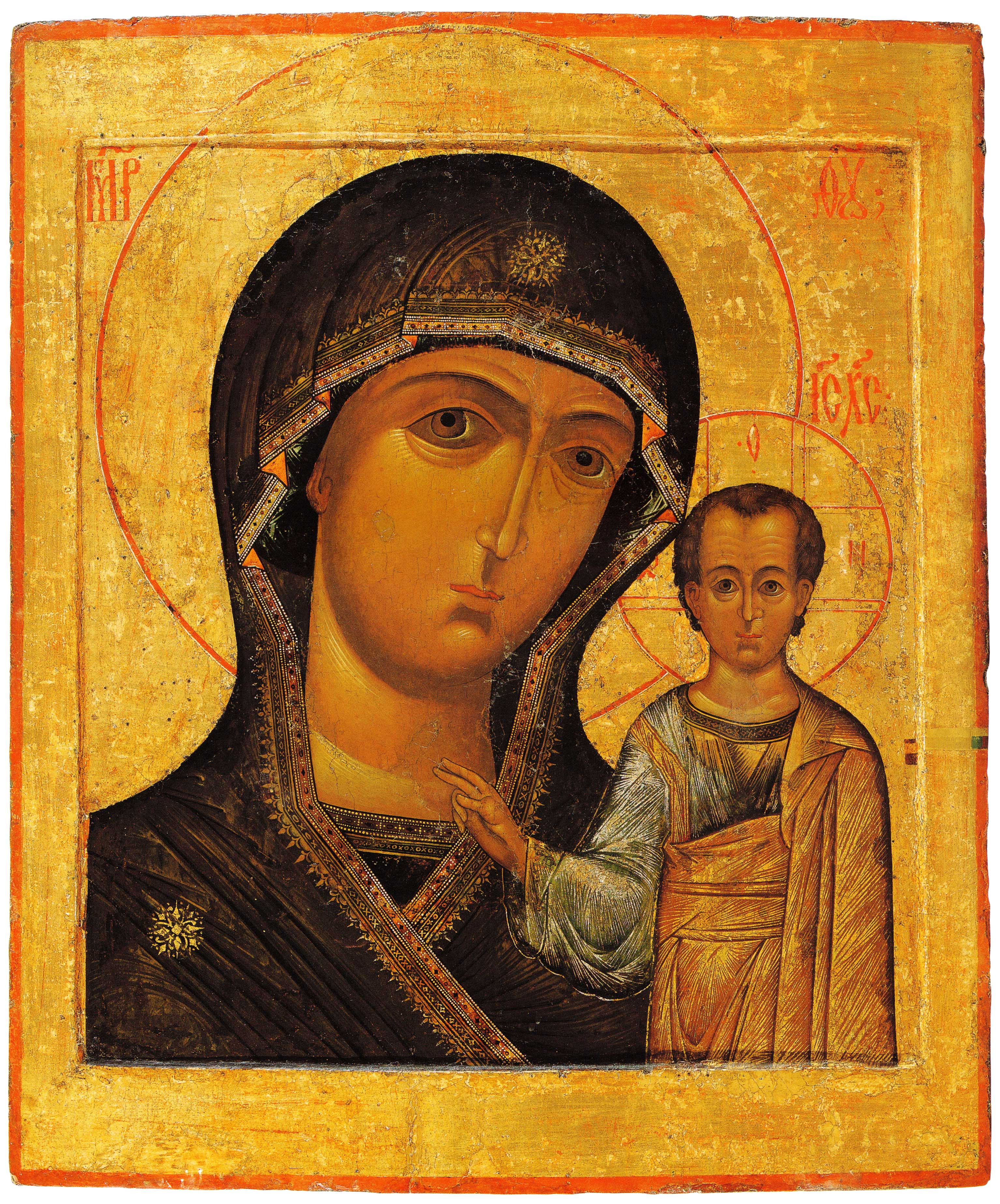
Mare de Déu de Kazan

La Mare de Déu de Kazan (en rus Казанская Богоматерь, Kazànskaia Bogomàter) és una imatge de la Mare de Déu venerada a la Catedral de Kazan. La icona va ser descoberta al segle xvi i va ser venerada durant segles, invocant la seva ajuda davant invasions externes i plagues, fins que el 1904 va ser robada, presumptament per l'or que la recobria, i mai més va aparèixer (el que romanen són còpies de l'original). Una d'aquestes còpies, datada el segle xvii, va ser trobada a Fátima i regalada a Joan Pau II, el qual la va preservar per a ús privat fins al 2004, quan la va tornar a Sant Petersburg.
La imatge mostra la cara de Maria amb els trets ametllats propis de la tradició oriental, amb l'infant Jesús a petita escala a la seva esquerra, sense que hi hagi contacte entre les dues figures. Jesús té aixecat el braç en gest de benedicció i va vestit amb una túnica daurada, del mateix pa d'or que forma el fons de la icona.